# Ilta
Ilta Elina Silva, nata Fuchs e conosciuta semplicemente come Ilta (Jyväskylä, 30 dicembre 1996), è una cantante finlandese con cittadinanza tedesca.

## Biografia
Nata da padre tedesco e madre finlandese, Ilta si è diplomata alla scuola superiore Schildt di Jyväskylä nel 2015 e ha completato gli studi al conservatorio Pop & Jazz di Helsinki tre anni dopo.
È salita alla ribalta nel 2015, quando è comparsa sul singolo Sillat di Cheek, numero uno nella Suomen virallinen lista per due settimane. L'anno successivo ha firmato un contratto discografico con la Warner Music Finland, su cui nell'estate del 2017 ha pubblicato il suo singolo di debutto Koukkuun, certificato disco d'oro con oltre 20 000 unità vendute in Finlandia. Nella primavera del 2019 ha preso parte alla quinta edizione del programma di MTV3 Tähdet, tähdet, finendo per classificarsi terza nella serata finale.
L'album di debutto di Ilta, Näitä hetkiä varten, è uscito nel settembre del 2020 e ha debuttato alla 6ª posizione della classifica nazionale. Pochi mesi dopo ha preso parte a Uuden Musiikin Kilpailu 2021, il programma di selezione del rappresentante finlandese per l'Eurovision Song Contest, dove ha presentato la ballata Kelle mä soitan, con cui è finita in terza posizione. Il singolo è stato il primo piazzamento di Ilta nella top 20 finlandese, dove ha raggiunto il 5º posto, e le ha fruttato il suo primo disco di platino con oltre 40 000 unità vendute.

## Discografia

### Album in studio
- 2020 – Näitä hetkiä varten

### Singoli
- 2017 – Koukkuun
- 2017 – Oi jouluyö
- 2018 – Ristitulessa
- 2018 – Muurit
- 2018 – Naurettava
- 2018 – Taivas sylissäni
- 2019 – Kun katsoit minuun
- 2019 – Romeo ja Julia
- 2019 – I Will Always Love You
- 2019 – Minne mä meen
- 2019 – Rakastaa ei rakasta
- 2019 – Jouluksi kotiin
- 2020 – Anteeks
- 2020 – Voimanainen
- 2020 – Anna tuulla vaan
- 2021 – Como fue
- 2021 – Kelle mä soitan

#### Come artista ospite
- 2015 – Sillat (Cheek feat. Ilta)
- 2017 – Spagetii (Bang for the Buck feat. Ilta)
- 2018 – Paratiisiin (Pikku G feat. Ilta)
- 2019 – Mitä sulle jää (Pikku G feat. Ilta)